# Ливингтон Вилер (Њу Мексико)
Ливингтон Вилер (енгл. Livingston Wheeler) насељено је место без административног статуса у америчкој савезној држави Њу Мексико.

## Демографија
По попису из 2010. године број становника је 609.
| Група             | 2000.    | 2010.       |
| Белци             | 0 (0,0%) | 246 (40,4%) |
| Афроамериканци    | 0 (0,0%) | 7 (1,1%)    |
| Азијати           | 0 (0,0%) | 0 (0,0%)    |
| Хиспаноамериканци | 0 (0,0%) | 348 (57,1%) |
| Укупно            | 0        | 609         |